# 240 î.Hr.

## Evenimente
- Este observată, pentru prima dată Cometa Halley, care are o apariție constantă la fiecare 75-76 ani, denumită mai târziu (în anul 1705) după astronomul englez Edmond Halley.

## Nașteri
- dată necunoscută: Diocles (matematician)  (d. 180 î.Hr.)

## Decese
- dată necunoscută: Callimah  (n. 320 î.Hr.)
- dată necunoscută: Aratos  (n. 315 î.Hr.)